# Liliana Rodrigues
Liliana Maria Gonçalves Rodrigues de Góis (Funchal, Madeira, 13 de abril de 1973) é uma investigadora e professora universitária portuguesa. Foi eurodeputada pela Aliança Progressista dos Socialistas e Democratas entre 2014 e 2019.

## Biografia
Liliana Rodrigues nasceu na freguesia de Santo António, no Funchal, ilha da Madeira, em 13 de abril de 1973.

### Formação académica
Terminou a licenciatura em filosofia pela Faculdade de Ciências Sociais e Humanas da Universidade Nova de Lisboa em 1996. Em 1998, obteve uma pós-licenciatura no ramo de formação educacional de filosofia pela mesma faculdade.
Em 2003, concluiu o mestrado em educação e, em 2008, o doutoramento na mesma área, ambos pela Universidade da Madeira (UMa).

### Vida profissional
Foi professora de filosofia, psicologia e sociologia no ensino secundário entre 1998 e 2004. De 2000 a 2007, foi assistente no Departamento de Ciências da Educação (DCE) da UMa. Entre 2002 e 2004, foi professora do ensino profissional. Entre 2004 e 2008, foi investigadora na Fundação para a Ciência e Tecnologia (FCT). Desde 2004, é investigadora integrada no Centro de Investigação em Educação da UMa e, desde 2014, professora auxiliar com nomeação definitiva do Centro de Competência de Ciências Sociais do DCE da UMa. Ensina filosofia e teorias críticas da educação na UMa.

### Política
Presidiu ao think tank Laboratório de Ideias da Madeira, associado à secção madeirense do Partido Socialista (PS), desde a sua criação em 2011 até 2015. Foi secretária da assembleia geral da associação Madeira Animal Welfare e membro da organização Presença Feminina.
Foi eleita deputada ao Parlamento Europeu em 2014, como independente na lista do PS. Completou o mandato em 2019 e não concorreu a reeleição.